# Brian Robertson
Brian "Robbo" Robertson (ur. 12 lutego 1956 w Glasgow) – szkocki muzyk, kompozytor i gitarzysta. Robertson współpracował z takimi grupami muzycznymi jak Thin Lizzy, Motörhead czy Wild Horses.

## Dyskografia
Thin Lizzy
- Night Life (1974)
- Fighting (1975)
- Jailbreak (1976)
- Johnny the Fox (1976)
- Bad Reputation (1977)
- Live and Dangerous (1978)

Wild Horses
- First Album (1980)
- Stand Your Ground (1981)

Motörhead
- Another Perfect Day (1983)
- Motorhead - Live 1983 (1991)
- Motorhead Live At Manchester Apollo 10.6.83 (1994)
- Motorhead Live on the King Biscuit Flower Hour 1983 (1998)